# André Ramos Tavares
André Ramos Tavares (São Paulo) é um jurista, advogado e professor brasileiro. É professor titular de direito econômico e economia política da Faculdade de Direito da Universidade de São Paulo (USP) e ministro do Tribunal Superior Eleitoral (TSE).
Recebeu o Prêmio Jabuti em 2007, na categoria direito, pela obra Fronteiras da Hermenêutica Constitucional. É membro da Academia Paulista de Letras Jurídicas.

## Carreira
Tavares cursou, sem concluir, a graduação em letras (latim) na Universidade de São Paulo. Formou-se em direito pela Pontifícia Universidade Católica de São Paulo (PUC-SP) em 1994. Na mesma instituição, concluiu mestrado em 1998 e doutorado em 2000. Recebeu em 2004 o título de livre-docente da Faculdade de Direito da Universidade de São Paulo, na qual é professor titular de direito econômico e economia política.
Leciona também nos cursos de mestrado e doutorado da PUC-SP desde 2002, tendo sido pró-reitor da pós-graduação de 2008 a 2011.
Em 2003, ingressou na Academia Paulista de Letras Jurídicas, titularizando a cadeira nº 22.
Foi presidente do conselho consultivo da presidência do Conselho Nacional de Justiça (CNJ) de 2014 a 2016 e integrou a comissão de ética da presidência da República de 2018 a 2021.
Em maio de 2022, foi indicado pelo Supremo Tribunal Federal (STF), em lista tríplice, para o cargo de minsitro substituto do Tribunal Superior Eleitoral (TSE), em vaga destinada a jurista, após a renúcia do ministro Carlos Velloso Filho. Foi nomeado pelo presidente Jair Bolsonaro em novembro do mesmo ano e tomou posse no dia 30 daquele mês.
Foi nomeado como ministro efetivo do TSE pelo presidente Luiz Inácio Lula da Silva, após indicação em lista quádrupla pelo STF, para preencher a vaga aberta pelo término do mandato de Carlos Horbach, tomando posse em 30 de maio de 2023.